# Clypeasteridae
De Clypeasteridae zijn een familie van zee-egels uit de orde Clypeasteroida (Zanddollars). De familie telt een 65-tal soorten.

## Geslachten
- Onderfamilie Ammotrophinae Durham, 1955
  - Ammotrophus H.L. Clark, 1928
  - Monostychia Laube, 1869 †
- Onderfamilie Arachnoidinae Duncan, 1889
  - Arachnoides Leske, 1778
  - Fellaster Durham, 1955
- Onderfamilie Clypeasterinae L. Agassiz, 1835
  - Clypeaster Lamarck, 1801